# Comunità montana Suol d'Aleramo
La Comunità montana Suol d'Aleramo era un comprensorio montano del Piemonte.

## Storia
La comunità montana era formata dai comuni di: Bistagno, Cartosio, Cassinelle, Castelletto d'Erro, Cavatore, Cremolino, Denice, Grognardo, Malvicino, Melazzo, Merana, Molare, Montechiaro d'Acqui, Morbello, Pareto, Ponti, Ponzone, Prasco, Spigno Monferrato, Terzo, Visone, confluito dal 2010 nella comunità montana "Alta Val Lemme, Alto Ovadese, Alta Valle Orba, Valle Erro e Bormida di Spigno", ridenominata in Ccomunità montana Appennino Aleramico Obertengo, a sua volta soppressa, insieme alle altre comunità montane del Piemonte, con la Legge regionale 28 settembre 2012, n. 11.
La comunità prendeva nome da Aleramo, fondatore degli Aleramici che governarono con il ramo monferrino i paesi della comunità montana. La sua sede era in comune di Ponzone.

## Geografia fisica
Si trovava nel nell'Appennino Ligure, comprende un territorio compreso tra la valle Orba e la Bormida a nord, la provincia di Asti a ovest e la provincia di Savona a sud. I torrenti che ne percorrono il territorio sono la Bormida di Spigno, il Valla, l'Erro e l'Orba, nella comunità montana era compresa la parte piemontese del lago di Ortiglieto. Il punto più alto è Bric dei Gorrei (829 m). Confinava con le comunità montane di:
- Valli Stura e Orba (GE)
- Alta Val Bormida (SV)
- Del Giovo (SV)
- Langa Astigiana Val Bormida (AT)